# Rsavci
Rsavci (en serbe cyrillique : Рсавци) est un village de Serbie situé dans la municipalité de Vrnjačka Banja, district de Raška. Au recensement de 2011, il comptait 334 habitants.
Rsavci est également connu sous le nom de Rsovci, qu'il ne faut pas confondre avec un autre Rsovci, situé dans la municipalité de Pirot.

## Démographie
| 1948 | 1953 | 1961 | 1971 | 1981 | 1991 | 2002 | 2011 |
| ---- | ---- | ---- | ---- | ---- | ---- | ---- | ---- |
| 435  | 435  | 436  | 424  | 424  | 410  | 399  | 334  |

|  |